# Victoria Welby
Lady Victoria Welby (27 april 1837 – 29 maart 1912) was een prominent Brits filosofe en taaltheoreticus. Zij is bekend geworden als grondlegger van de significa: een semiotische bestudering van taal en menselijke verstandhouding. Dit werk is in 1897 door Frederik van Eeden in Nederland geïntroduceerd, en had onder meer invloed op L.E.J. Brouwer, Gerrit Mannoury, Jacob Israël de Haan en Adriaan de Groot.
Zeer bekend is haar briefwisseling van acht jaar met de filosoof Charles Peirce.